# Tetrastichus mittagongensis
Tetrastichus mittagongensis är en stekelart som beskrevs av Girault 1913. Tetrastichus mittagongensis ingår i släktet Tetrastichus och familjen finglanssteklar. Inga underarter finns listade i Catalogue of Life.